# Operacja Pamphlet
Operacja Pamphlet lub Konwój Pamphlet – operacja konwojowa podczas II wojny światowej przeprowadzona w styczniu i lutym 1943 roku, a mająca na celu przetransportowanie 9 Dywizji Australijskiej z Egiptu do ojczyzny. Konwój składał się z pięciu statków transportowych, osłanianych przed atakami okrętów Japońskiej Cesarskiej Marynarki Wojennej podczas rejsu przez Ocean Indyjski i wzdłuż wybrzeża Australii przez kilka zespołów flot alianckich. Żołnierze 9 Dywizji zostali zaokrętowani pod koniec stycznia, a operacja rozpoczęła się 4 lutego. Sił japońskich nie napotkano i 9 Dywizja bez strat przybyła do portów australijskich pod koniec lutego.

## Tło operacji
W latach 1940–1941 trzy dywizje piechoty i inne jednostki wchodzące w skład I Korpusu Second Australian Imperial Force (2ndAIF) zostały przetransportowane na Bliski Wschód, gdzie uczestniczyły w szeregu kampanii przeciw siłom Państw Osi: Niemiec, Włoch i Francji Vichy. Gdy wybuchła wojna na Pacyfiku dowództwo korpusu oraz dywizje 6. i 7. wróciły na początku 1942 roku do Australii, by wzmocnić obronność kraju; przerzucenie tych sił nosiło kryptonim Operacja Stepsister. Rząd Australii przystał na prośbę Brytyjczyków i Amerykanów, by 9 Dywizja pozostała jeszcze jakiś czas na Bliskim Wschodzie, w zamian za skierowanie dodatkowych oddziałów United States Army do Australii i brytyjską pomocy w rozbudowie Royal Australian Air Force do 73 dywizjonów. W tym roku 9 Dywizja odegrała ważną rolę w I (lipiec 1942) i II (23 października – 4 listopada 1942) bitwie pod El Alamein. W tym drugim starciu dywizja poniosła tak znaczne straty, że nie mogła wziąć udziału w pościgu za uchodzącymi wojskami Osi.  
Na decyzji rządu australijskiego z października 1942 roku, by odwołać 9 Dywizję do Australii, zaważyło kilka czynników. Przede wszystkim rząd i dowódca sił zbrojnych, generał Thomas Blamey, chcieli zluzować dywizje 6. i 7., które brały udział w kampanii nowogwinejskiej. Blamey uważał, że 9 Dywizja jest lepiej przygotowana do tego niż siły rezerwowe (milicją), czy też oddziały US Army. Po drugie dowódca sił alianckich na obszarze południowo-zachodniego Pacyfiku, generał Douglas MacArthur, naciskał na rząd australijski, by ten skonsolidował siły dla prowadzenia operacji przeciw pozycjom japońskim. Innymi ważnymi czynnikami były potrzeba skoncentrowania armii australijskiej na jednym teatrze działań, rosnące trudności ze znalezieniem uzupełnień dla 9 Dywizji, kłopoty polityczne związane z próbami zaprowadzenia zmian prawnych umożliwiających formacjom milicji służbę poza terytorium australijskim, a także obawy, że przedłużające się oddalenie od ojczyzny może odbić się na morale żołnierzy 9 Dywizji.
17 października 1942 roku premier Australii John Curtin wysłał depeszę do Winstona Churchilla, w której domagał się powrotu dywizji do Australii. W depeszy Curtin stwierdził, że wobec niedostatku siły żywej w Australii oraz rozwoju wypadków w wojnie na Pacyfiku, posyłanie uzupełnień dla stacjonującej na Bliskim Wschodzie dywizji nie będzie dłużej możliwe. Rząd brytyjski początkowo odrzucił te żądania twierdząc, że 9 Dywizja ma wziąć udział w zbliżającej się ofensywie spod El Alamein. 29 października (szóstego dnia bitwy) Curtin ponownie zadepeszował do Churchilla oświadczając, że Australia potrzebuje dywizji w dobrym stanie by wziąć udział w ofensywie na Pacyfiku. 1 listopada prezydent Stanów Zjednoczonych Franklin Delano Roosevelt napisał do Curtina list, w którym zaproponował wysłanie dodatkowej amerykańskiej dywizji do Australii, o ile rząd australijski zgodzi się na pozostawienie 9 Dywizji na Bliskim Wschodzie. Curtin, któremu doradzał MacArthur, 16 listopada odmownie odpowiedział Rooseveltowi i ponownie zażądał powrotu dywizji do domu.
21 listopada dowódca 9 Dywizji, generał major Leslie Morshead, został poinformowany przez generała Harolda Alexandra, naczelnego dowódcę sił alianckich na Bliskim Wschodzie, że zapadła decyzja o odesłaniu dywizji do Australii. 2 grudnia Churchill powiadomił rząd australijski, że zaproponował Rooseveltowi odesłanie 9 Dywizji tłumacząc mu, że przerzucenie amerykańskiej dywizji do Australii będzie równoznaczne ze zmniejszeniem sił anglo-amerykańskich w Afryce Północnej o trzydzieści tysięcy ludzi. W tej samej depeszy Churchill oświadczył, że wobec braku statków transportowych ciężki sprzęt 9 Dywizji powinien zostać na Bliskim Wschodzie. 3 grudnia Roosevelt ponownie napisał do Curtina proponując, by 9 Dywizja jednak pozostała na Bliskim Wschodzie do czasu ostatecznego rozprawienia się z siłami Osi w Afryce Północnej. Dodał też, że do Australii zostanie wysłana w grudniu 25 Dywizja US Army. Otrzymawszy te informacje rząd australijski zapytał Blameya i MacArthura, czy niezbędne jest, by 9 Dywizja wróciła ze swym ciężkim sprzętem. Obaj zapewnili, że gdy tylko jednostka przybędzie do Australii otrzyma z zasobów amerykańskich wszystko, czego jej będzie trzeba.
Curtin odpowiedział Churchillowi i Rooseveltowi 8 grudnia. Raz jeszcze podkreślił potrzebę jak najszybszego powrotu 9 Dywizji, w celu uzupełnienia strat poniesionych przez armię australijską wskutek chorób tropikalnych i przygotowania żołnierzy do działań na Pacyfiku. Jednocześnie zgodził się na pozostawienie na Bliskim Wschodzie ciężkiego uzbrojenia i sprzętu, a prosił tylko, by żołnierze mogli wrócić z tym, co będzie niezbędne do szybkiego włączenia się do walk na południowo-zachodnim Pacyfiku. To zakończyło wszelkie rozmowy i 15 grudnia Churchill poinformował Curtina, że statki do przewiezienia żołnierzy z lekkim uzbrojeniem i sprzętem będą dostępne pod koniec stycznia 1943 roku.

## Przygotowania

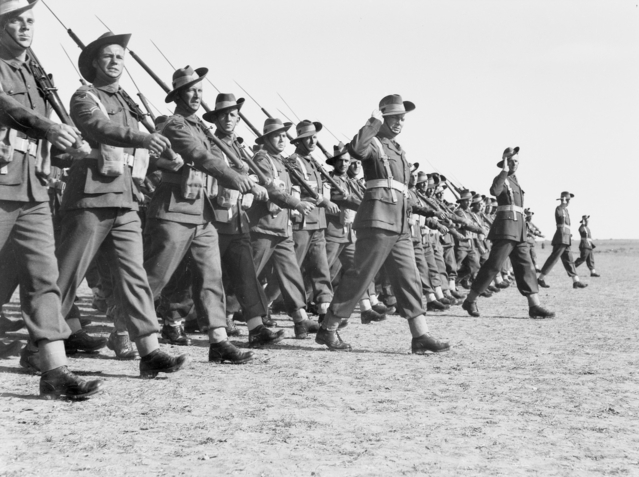
9 Dywizja podczas defilady 22 grudnia w Gazie

Działania 9 Dywizji na Bliskim Wschodzie zakończyły się po II bitwie pod El Alamein, 5 listopada 1942 roku. 30 listopada jej pododdziały zaczęły przemieszczać się do Palestyny; ostatnie dotarły na miejsce 9 grudnia. Po rozlokowaniu się w obozach znajdujących się pomiędzy Gazą a Kastiną, 9 Dywizja rozpoczęła odbudowę struktury i ćwiczenia; wielu żołnierzy udawało się na urlopy i przepustki. 22 grudnia cała dywizja uczestniczyła w defiladzie na lotnisku w Gazie.
Przygotowania do powrotu dywizji do Australii rozpoczęły się z końcem grudnia 1942 roku. 26 grudnia wszyscy oficerowie sztabowi AIF zostali powiadomieni, że wracają do Australii; akcja otrzymała kryptonim „Liddington” i została utajniona; w rezultacie większość personelu niższej rangi, który chciał być informowany, dowiedział się tylko, że oddziały zostaną przeniesione do Egiptu. I choć wielu żołnierzy AIF początkowo wierzyło, że nadal będą brać udział w walkach w rejonie Śródziemnomorza, w trakcie przygotowań stało się jasne, że oddziały czeka długa podróż morska. Artyleria, czołgi i inny ciężki sprzęt 9 Dywizji trafiły na początku stycznia do magazynów uzbrojenia, a 16 dnia tego miesiąca żołnierzy zaczęto przemieszczać do Suezu, gdzie miał nastąpić załadunek. Transportowano ich w grupach, przy czym każda z nich spędzała dzień lub dwa w obozie przejściowym w Kassin, gdzie wszystkie pojazdy przejmowali Brytyjczycy.
Z końcem 1942 roku również Royal Navy zaczęła przygotowywać się do przetransportowania 9 Dywizji do Australii. Do tego celu przeznaczono cztery duże okręty transportowe (byłe liniowce pasażerskie), a Komitet Szefów Sztabów przekonywał Churchilla, że mogą pokonać Ocean Indyjski bez eskorty. W związku z tym jednak, że wschodnie obszary oceanu znajdowały się w zasięgu japońskich okrętów bazujących w Singapurze, uznano takie rozwiązanie za ryzykowne, szczególnie wobec przekonania, że przerzutu tak wielu żołnierzy nie da się utrzymać w tajemnicy. Co więcej, transport całej dywizji bez eskorty stanowiłby naruszenie wieloletniej praktyki, zgodnie z którą konwój winien być osłaniany przez co najmniej jeden ciężki okręt, a to nie mogło zostać zaakceptowane przez rząd australijski. W listopadzie szefowie sztabów zdecydowali się ostatecznie przydzielić konwojowi eskortę, ale nie określili jaki ma być jej skład.

## Podróż do Australii

### Ocean Indyjski
AIF zaczęły załadunek żołnierzy na transportowce 24 stycznia 1943 roku. Statkami przeznaczonymi do udziału w tej misji były przystosowane do przewozu wojska transatlantyki „Aquitania”, „Île de France”, „Nieuw Amsterdam” i „Queen Mary”. Krążownik pomocniczy AMC „Queen of Bermuda” miał zapewniać osłonę konwoju, a ponadto wziął na pokład 1731 australijskich żołnierzy. Porty nad Kanałem Sueskim były zbyt małe, by załadunek czterech dużych statków mógł odbywać się równolegle, proces zaokrętowywania musiał ulec przedłużeniu, więc statki konwoju wyruszały w drogę przez Morze Czerwone osobno, a połączenie konwoju nastąpiło dopiero na wysokości Massawy w Erytrei. Niszczyciele brytyjskie HMS „Pakenham”, „Petard”, „Derwent” i „Hero” oraz grecki niszczyciel „Vasilissa Olga” zostały przetransferowane z Floty Śródziemnomorskiej, by bronić transportowców podczas rejsu po Morzu Czerwonym przed ewentualnymi atakami japońskich okrętów podwodnych.

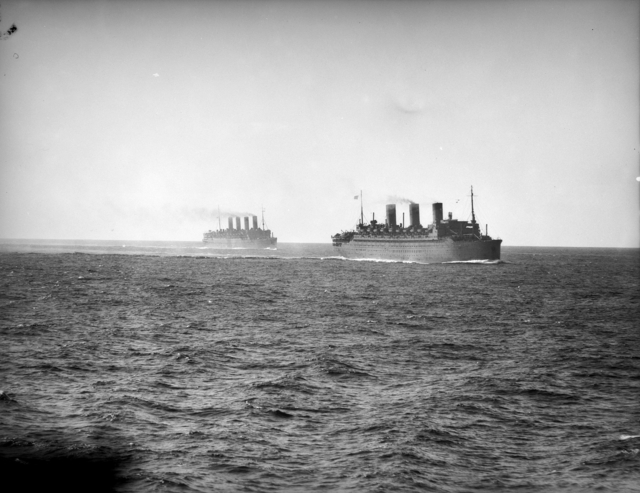
„Île de France” i „Aquitania” na Oceanie Indyjskim podczas operacji Pamphlet

Pierwszym transportowcem, który ukończył załadunek i opuścił Suez 25 stycznia, był „Queen Mary”. Zakotwiczył pod Massawą trzy dni później, a żołnierze na pokładzie musieli przetrzymać nieznośne upały do chwili, gdy ponownie ruszono w drogę. Drugim był „Aquitania”: załadował całą 20 Brygadę w dniach 25–30 stycznia. „Île de France” zakończył załadunek i wypłynął z Egiptu 28 stycznia, a „Nieuw Amsterdam” i „Queen of Bermuda” wypłynęły 1 lutego. W sumie na krążownik pomocniczy i transportowce zaokrętowano 30 985 Australijczyków, z czego „Aquitania” przewoziła 6953, „Île de France” 6531, „Nieuw Amsterdam” 9241, a „Queen Mary” 9995 ludzi. Na Bliskim Wschodzie zostało 622 żołnierzy AIF, ale do 20 marca 1943 roku liczba ta zmalała do dwudziestu.
Pięć statków sformowało konwój u brzegów wyspy Perim 4 lutego rano, a pod koniec dnia minęło Aden. Niszczyciele opuściły konwój, gdy ten minął przylądek Guardafui i zostały zastąpione przez krążownik ciężki HMS „Devonshire” i lekki „Gambia”, które miały stanowić eskortę podczas przejścia przez ocean. Kapitan James Bisset, dowódca „Queen Mary”, został komodorem konwoju. Cztery wielkie transatlantyki płynęły jeden za drugim, natomiast miejsce w szyku krążownika pomocniczego „Queen of Bermuda” było – z racji jego roli – zmienne; konwój musiał przyjąć jego maksymalną prędkość 17 w., choć liniowce poruszały się zwykle znacznie szybciej.
Wszedłszy na Ocean Indyjski konwój obrał kurs na południowy wschód. Statki wykonywały skoordynowane manewry zygzakując; by uniknąć kolizji podczas tak częstych zwrotów oficerowie wachtowi musieli szczególnie wytężać uwagę, co było dla nich wyczerpujące. Żołnierze też odczuwali dyskomfort przebywania na zatłoczonych statkach, ale morale było wysokie. Dla zabicia czasu uprawiali sport, opalali się i grali w karty lub kości. Oficerowie mieli nieco lepsze warunki bytowe, co frustrowało niższych stopniem. 9 lutego wieczorem konwój zawinął na wody atolu Addu na Malediwach celem uzupełnienia paliwa, wody i żywności.  Atol był wykorzystywany przez aliantów jako tajna baza zaopatrzeniowa dla statków i okrętów operujących na Oceanie Indyjskim, więc żołnierzom australijskim nie powiedziano, gdzie się znajdują. Statki wyszły ponownie w morze po południu 10 lutego.
Teraz, w drodze przez wschodnią część Oceanu Indyjskiego, konwojowi miała towarzyszyć silna eskorta. Stanowiły ją okręty Eskadry „A” brytyjskiej Floty Wschodu płynące blisko transportowców. Eskadra składała się z pancerników HMS „Warspite”, „Resolution” i „Revenge”, jak również krążownika lekkiego „Mauritius” i sześciu niszczycieli. 10 lutego australijscy żołnierze wpadli w zachwyt widząc w pobliżu ich statków tak wiele okrętów wojennych, lecz później Eskadra „A” trzymała się z dala od konwoju. Gdy konwój zbliżał się do zachodnioaustralijskiego portu Fremantle, eskortę wzmocniły holenderskie krążowniki Hr.Ms. „Jacob van Heemskerck” i „Tromp” oraz niszczyciele „Tjerk Hiddes” i „Van Galen”.
Konwój dotarł do Fremantle 18 lutego. „Nieuw Amsterdam” i „Queen of Bermuda” weszły do portu, a pozostałe trzy transportowce stanęły na kotwicy w Gage Roads. Pochodzący z Australii Zachodniej żołnierze 9 Dywizji zeszli na ląd, zaś obie jednostki pobrały zaopatrzenie i pocztę. Wobec tego, że „Queen of Bermuda” odłączał się we Fremantle od konwoju, zaokrętowanych na nim 517 żołnierzy przeniesiono na „Nieuw Amsterdam”, skutkiem czego liniowiec do końca rejsu był poważnie zatłoczony.

### Wokół Australii

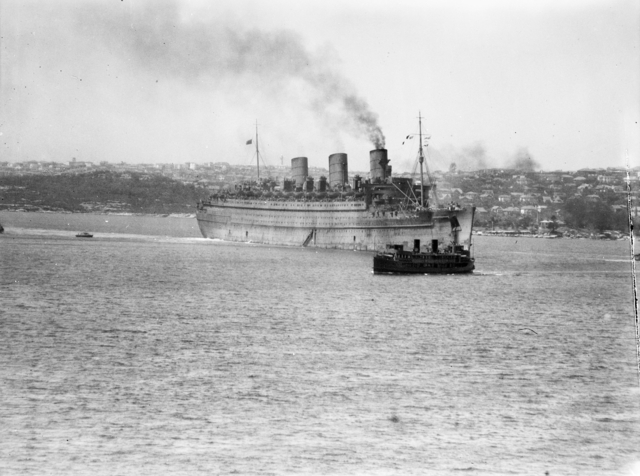
„Queen Mary” w Sydney 27 lutego 1943 roku

Rząd australijski starał się zadbać o bezpieczeństwo statków konwoju na ojczystych wodach. 17 lutego, podczas posiedzenia Rady Wojennej zastanawiano się, czy nie przewieźć żołnierzy na wschodnie wybrzeże koleją. Okazało się jednak, że wobec ograniczonych możliwości przewozowych kolei trans-australijskiej transport 30 000 żołnierzy trwałby kilka miesięcy. Zamiast tego Rada zaleciła dalszą drogę morską w konwoju, ale przy zachowaniu „maksymalnych środków bezpieczeństwa”. W związku z obecnością japońskich okrętów podwodnych u wybrzeży Australii przedsięwzięto szczególne środki ostrożności. Gdy statki zawinęły do Fremantle na kilka dni łączność cywilna między Australią Zachodnią a wschodnim wybrzeżem została przerwana, a Curtin prosił dziennikarzy, by nie donosili o transporcie 9 Dywizji. 24 lutego, podczas niejawnego spotkania z przedstawicielami mediów, powiedział, że sprawa bezpieczeństwa konwoju nie dawała mu spać przez trzy tygodnie.
Statki opuściły Fremantle 20 lutego eskortowane przez australijski krążownik lekki HMAS „Adelaide” oraz przez „Jacob van Heemskerck” i „Tjerk Hiddes”. 24 lutego, na wodach Wielkiej Zatoki Australijskiej konwój spotkał się z Zespołem Uderzeniowym 44.3. Zespół, który wyszedł z Sydney 17 lutego, składał się z krążownika ciężkiego HMAS „Australia” i trzech amerykańskich niszczycieli USS „Bagley”, „Helm” i „Henley”. „Adelaide” i holenderskie okręty wkrótce opuściły konwój, by odprowadzić „Nieuw Amsterdam” do Melbourne; liniowiec zacumował tam po południu 25 lutego. Zespół Uderzeniowy 44.3 eskortował pozostałe statki w drodze do Sydney, opływając Tasmanię od południa. Eskortę wzmocnił po drodze „Jacob van Heemskerck” i francuski niszczyciel „Triomphant”. Trzy liniowce 27 lutego przybyły do Sydney kończąc operację Pamphlet bez strat. Mimo głębokiej tajemnicy, jaka spowijała konwój, wielkie tłumy zgromadziły się na brzegach Sydney Harbour by obejrzeć zawinięcie statków. „Queen Mary” zakotwiczyła koło Bradleys Head, a dwa pozostałe statki zacumowały w Woolloomooloo. 23 marca Curtin, na forum Izby Reprezentantów, oficjalnie ogłosił, że 9 Dywizja powróciła do Australii.
Wszyscy żołnierze 9 Dywizji dostali trzy tygodnie urlopu. W zależności od miejsca zamieszkania gromadzili się w stolicach stanowych dla odbycia powitalnych parad; parady te miały powiadomić mieszkańców o walce 9 Dywizji na Bliskim Wschodzie i zachęcić do wykupywania obligacji wojennych. Po paradach i odpoczynku dywizja zebrała się w obozach ćwiczebnych na Atherton Tableland w północnym Queenslandzie, gdzie zaczęły się przygotowania do walki w dżungli. We wrześniu 1943 roku 9 Dywizja wzięła udział w kampanii Salamaua-Lae-Finschhafen; gdyby dywizja nie wróciła z Bliskiego Wschodu, co najmniej część tych zadań musiałyby wykonać mniej doświadczone oddziały australijskiej milicji.